# Blephariceromorpha
Blephariceromorpha là một cận bộ ruồi của Nematocera, baop gồm 3 họ sống ở các suối vùng núi có nước chảy mạnh.
Một phân loại gần đây nhất dựa phần lớn trên các hóa thạch đã chia nhóm này thành 2 cận bộ, và dời họ Nymphomyiidae thành phân bộ, nhưng điều này vẫn chưa được chấp nhận rộng rãi.

## Hình ảnh

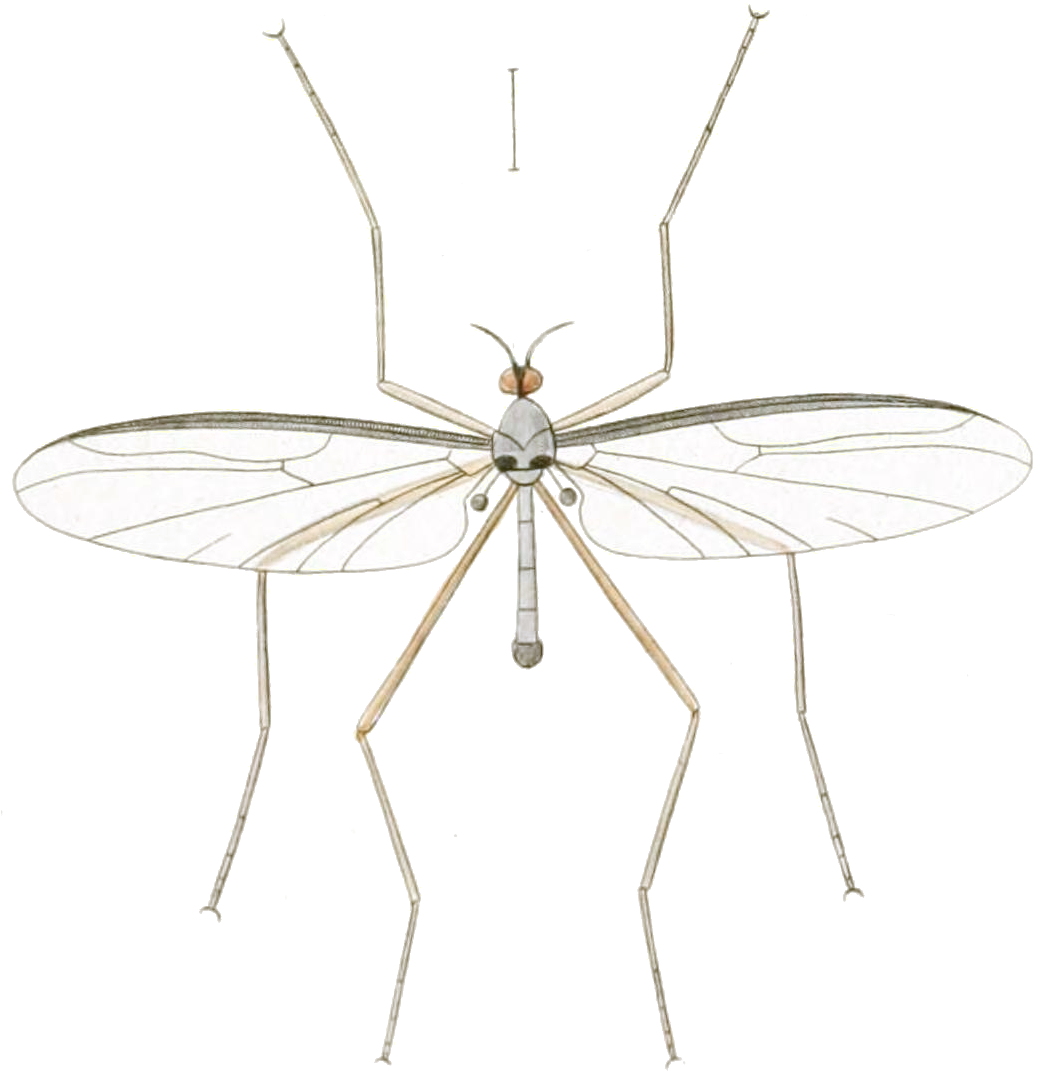